# 큰물개구리밥
큰물개구리밥(Azolla japonica)은 물 위에 떠서 사는 수생 양치류이다.

## 같이 보기
- 물개구리밥
- 개구리밥